# 星と森のロマントピアそうま
星と森のロマントピアそうま（ほしのもりのロマントピアそうま）は青森県弘前市の旧中津軽郡相馬村域にあるレクリエーション施設。

## 概要
- 本施設は、相馬村が村政施行100年となる1989年（平成元年）に開業した。

## 所在地
- 青森県弘前市大字水木在家字桜井113-2

## 沿革
- 1989年（平成元年）8月 - 開業。当時は、天文台と温泉付キャビンなどのみだった[1][2]。
- 1994年（平成6年）4月 - 森林科学館「ジュピター」開業[2]。
- 1995年（平成7年）7月 - 温水プールや宿泊施設を備えた「星の宿・白鳥座」開業[2]。
- 1996年（平成8年）4月 - ゴーカート場が完成し、ロマントピアの整備がほぼ完成[2]。

## 施設
- 星の宿・白鳥座（宿泊施設）
- 大浴場
- 室内温水プール
- 森林科学館「ジュピター」
- 天文台
- バーベキュー施設（冬季以外）
- ゴーカート場（冬季以外）
- スキー場（冬季のみ）

## その他
- 大浴場と温水プール・レストランは、日帰りの利用も可能である。
  - プール…10時 - 19時（遊泳可能時間は18時30分まで）
  - 大浴場…11時 - 19時
  - レストラン…7時 - 9時（予約のみ）、11時 - 14時（ラストオーダー13時30分）、18時 - 19時30分
- 日食などの天文ショーがある時は、天文台で観察会が開催される。

## アクセス
- JR東日本・弘南鉄道弘前駅から、
  - 無料送迎車で約30分（「白鳥座」に宿泊する場合で、宿泊日の3日前までに施設まで要予約）。
  - 弘南バス相馬線で約45分、終点「相馬庁舎前」バス停下車後、
    - 無料送迎車で約5分（無料送迎車利用時は施設まで要連絡）。
    - 相馬地区予約型乗合タクシー（弘南バスロマントピア線廃止代替・要予約）水木在家線で、「ロマントピア」停留所まで約15分[3]。

  - 車で約30分。
- 東北自動車道大鰐弘前ICから、車で約30分（アップルロード経由の場合）。
- 青森空港から、車で約1時間5分。